# Staðarfoss
Der Staðarfoss ist ein Wasserfall in den Westfjorden von Island.
Der Fluss Staðará, aus dem Staðardalur kommend, stürzt vom Reykjanesfjall um etwa 30 m in die Tiefe und führt zuweilen wenig Wasser.
Der Wasserfall ist über den Reykhólasveitarvegur  im Westen der Halbinsel Reykjanes zu erreichen.
Er liegt etwa 450 Meter östlich der ehemals großen Farm Staður mit der 1864 erbauten Staðarkirkja.
Auf dem etwa acht Kilometer langen Weg nach Reykhólar finden sich mit Grundarfoss, Heyárfoss und Miðjanesfoss drei weitere Wasserfälle, die vom Reykjanesfjall herabstürzen und von der Straße  aus zu beobachten sind.

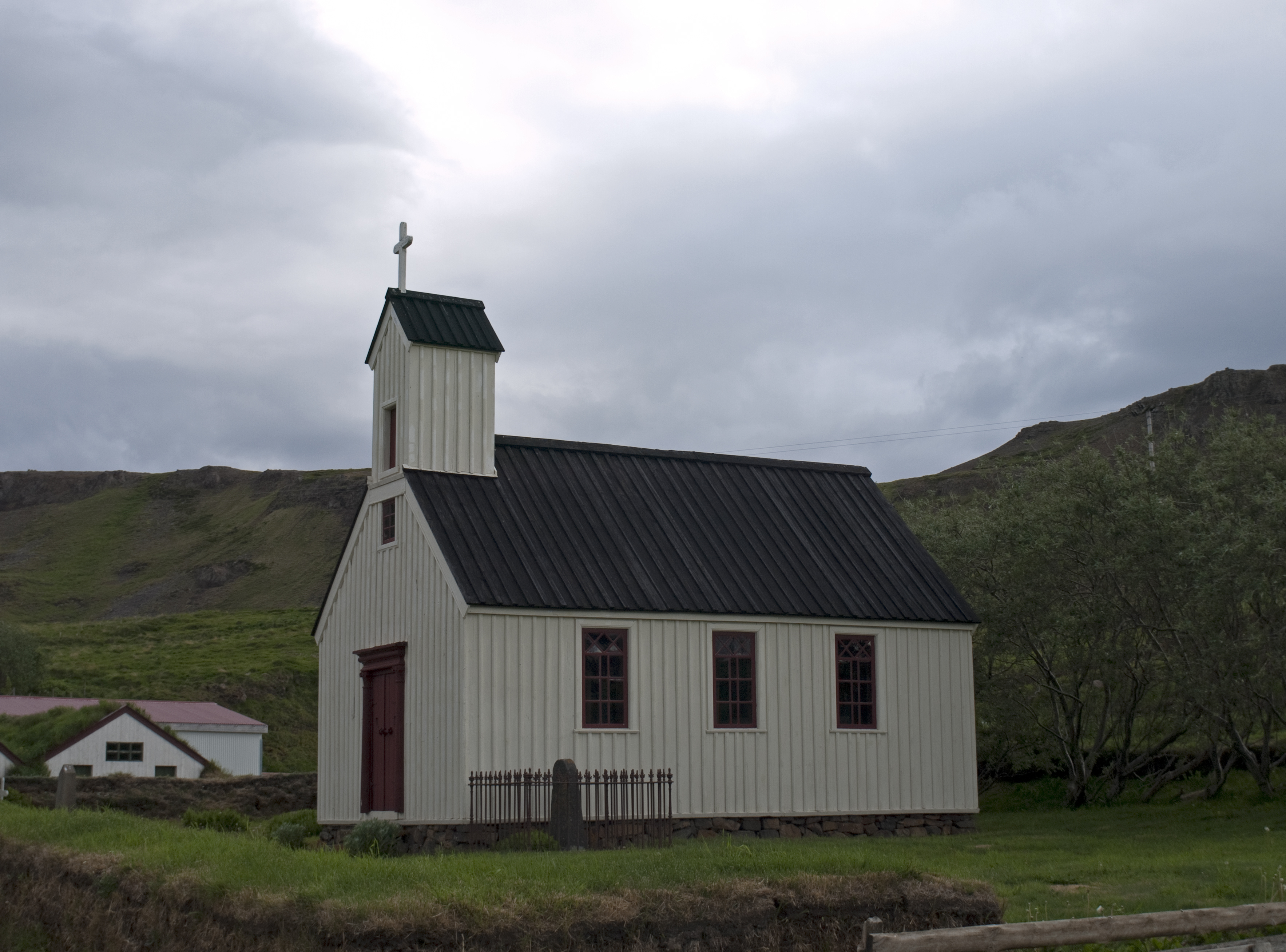
Staðarkirkja kann als Ausgangspunkt für eine fußläufige Erkundung des Staðarfoss genutzt werden.